# Камполи Рупети
Камполи Рупети је насеље у Италији у округу Ређо ди Калабрија, региону Калабрија.
Према процени из 2011. у насељу је живело 109 становника. Насеље се налази на надморској висини од 536 м.